# Waltraud Habicht
Waltraud Habicht (* 1935) ist eine deutsche Schauspielerin.

## Leben
Waltraud Habicht gab ihr Debüt in Fritz Genschows 1955 erschienenen Märchenfilm Dornröschen, worauf diverse Besetzungen in Film- und Fernsehproduktionen der 1960er, 1970er und 1980er Jahre folgten, u. a. im Dreiteiler Die Schlüssel, der Fernsehserie Café Wernicke oder den Filmen Das sündige Bett, Die Geschichte der Susanna Margaretha Brandt oder Zausel.
Des Öfteren war sie in Produktionen von und mit Dieter Hallervorden zu sehen, u. a. in seinen Sketchserien Nonstop Nonsens und Der Untermieter oder seinen Filmen Mehrmals täglich, Mein Gott, Willi! sowie Alles im Eimer. Ferner wirkte sie mehrmals neben Günter Pfitzmann in der Fernsehserie Berliner Weiße mit Schuss mit. In der Serie Praxis Bülowbogen spielte sie neben Pfitzmann eine Nebenrolle als Patientin „Frau Rust“. Diese Rolle führte sie auch in der Nachfolgeserie Dr. Sommerfeld – Neues vom Bülowbogen fort.
In der Spielzeit 1957/58 war Waltraud Habicht an den Bühnen der Hansestadt Lübeck engagiert. In der Spielzeit 1959/60 war sie an den Städtischen Bühnen Gelsenkirchen verpflichtet. In der Spielzeit 1961/62 war sie in der Abteilung „Operette“ am Stadttheater Bern engagiert. Habicht spielte im weiteren Verlauf ihrer Karriere regelmäßig immer wieder an verschiedenen Berliner Bühnen. In der Spielzeit 1962/63 trat sie im Berliner Titania-Palast in der Operette Ball im Savoy auf. In den Spielzeiten 1963/64 und 1964/65 war sie am Theater am Dom in Köln verpflichtet. In der Spielzeit 1965/66 gastierte sie an der „Komödie Berlin“ in Polterabend von Georg Kreisler. In der Spielzeit 1966/67 war sie an der „Komödie Berlin“ verpflichtet.
Ab der Spielzeit 1969/70 war sie regelmäßig am Theater des Westens unter Vertrag. In der Spielzeit 1970/71 spielte sie am Theater des Westens neben Dagmar Koller das Taxi-Girl Nickie in dem Musical Sweet Charity. Weitere Auftritte im Theater des Westens hatte sie in den Musicals Hello, Dolly! (Spielzeit 1972/73) und My Fair Lady (Spielzeit 1973/74), in den Märchenstücken Frau Holle (Spielzeit 1973/74) und Hänsel und Gretel (Spielzeit 1974/75) sowie in der Operette Paganini (Spielzeit 1975/76). In der Spielzeit 1975/76 trat sie im Theater des Westens in einer Bühnenfassung von Pippi Langstrumpf auf. In der Spielzeit 1976/77 folgte das Kinderstück Die kleine Hexe, in der Spielzeit 1977/78 Biene Maja und ihre Abenteuer.
In der Spielzeit 1970/71 trat sie am Hansa-Theater unter der Regie von Paul Esser in der Berliner Posse Kyritz – Pyritz auf. In den Spielzeiten 1971/72 und 1972/73 war sie ebenfalls wieder am Hansa-Theater in Berlin engagiert. In der Spielzeit 1973/74 war sie auch bei den Berliner Theater Gastspielen („Das Kleine Ensemble“) verpflichtet. Im Sommer 1974 spielte sie in einer Produktion des „Kleinen Ensembles Berlin“ auf der Freilichtbühne am Juliusturm (Zitadellenpark) die Rolle der Katharina in Helden von George Bernard Shaw. In der Spielzeit 1976/77 war sie in Berlin am Theater des Westens, am Hansa-Theater und am Hebbel-Theater engagiert. In der Spielzeit 1977/78 trat sie am Hansa-Theater unter der Regie von Erich Neureuther in der Komödie Jungfrau mit Fünflingen von Terence Frisby. Weitere Auftritte hatte sie neben Edith Teichmann, Beate Hasenau, Herbert Weissbach und Santiago Ziesmer im „Theater im Reichskabarett“. In der Spielzeit 1978/79 war sie wieder am Hansa-Theater engagiert. Im Sommer 1979 war sie auf der „Freilichtbühne Rehberge“ in der Bauernkomödie Wenn der Hahn kräht von August Hinrichs zu sehen.

## Filmografie (Auswahl)
- 1955: Dornröschen
- 1965: Die Schlüssel (Dreiteiler)
- 1968: Das Kriminalmuseum – Die Reifenspur
- 1969: Mehrmals täglich
- 1971: Ehemänner-Report
- 1973: Das sündige Bett
- 1977: Die Geschichte der Susanna Margaretha Brandt
- 1978: Café Wernicke (Fernsehserie)
- 1980: Mein Gott, Willi!
- 1981: Alles im Eimer
- 1981: Nach Mitternacht
- 1983: Zausel
- 1985: Durchreise – Die Geschichte einer Firma[25]
- 1986: Liebling Kreuzberg – Der Beschützer
- 1988: A.D.A.M.
- 1990: Der Eindringling
- 1992: Mutter mit 16
- 1987–1996: Praxis Bülowbogen
- 1997–2002: Dr. Sommerfeld – Neues vom Bülowbogen (Fernsehserie)

## Hörspiele
- 2009–2012: Lady Bedfort: Lady Bedfort (2. Stimme)